# De gestolen kinderen
De Gestolen Kinderen is een Nederlandse podcast van dagblad Trouw uit 2023. De serie is gemaakt door journalist Petra Vissers en onderzoekt de rol van Nederland in de grootschalige illegale adopties van Chileense kinderen in de jaren 70 en 80, onder andere via het kindertehuis Las Palmas. De adopties vonden plaats tijdens de dictatuur van Augusto Pinochet in Chili, waarbij duizenden kinderen zonder toestemming van hun ouders naar onder meer Nederland zijn gebracht. Centraal in de podcast staat het verhaal van geadopteerde Mirjam Hunze en de Nederlandse non Truus Kuijpers.

## Achtergrond

### Illegale adopties uit Chili
Tijdens het regime van generaal Pinochet werden naar schatting 20.000 tot 25.000 Chileense kinderen onder dubieuze omstandigheden geadopteerd. Via een netwerk van rechters, notarissen, artsen en religieuzen werden kinderen uit ziekenhuizen gehaald en buiten medeweten van hun ouders aangeboden voor adoptie in het buitenland.

### Truus Kuijpers en Las Palmas
De Nederlandse Truus Kuijpers was de directrice van het kindertehuis Las Palmas in Santiago. Zij presenteerde zich als non en werd een spil in het netwerk dat betrokken was bij internationale adopties. Kuijpers zou hebben meegewerkt aan de ontvoering van baby’s en het vervalsen van documenten. Na haar overlijden in 2023 bleek dat zij mogelijk archieven met adoptiedossiers had vernietigd.
Naast De Gestolen Kinderen verscheen er in 2023 ook een podcast van Hart van Nederland onder de titel De Adoptienon, waarin eveneens het verhaal van Truus Kuijpers en de omstreden adopties uit Chili centraal staan.

## Inhoud
De podcast volgt het verhaal van Mirjam Hunze, die als baby in 1972 naar Nederland werd gebracht en op latere leeftijd ontdekt dat haar adoptie mogelijk illegaal was. Haar zoektocht naar haar biologische familie vormt de rode draad in de serie. De podcast biedt daarnaast context over de politieke situatie in Chili, het internationale adoptiesysteem en de betrokkenheid van religieuze en overheidsinstanties in Nederland.

## Impact
De podcast leidde tot publieke en politieke discussie in Nederland over de verantwoordelijkheid van adoptie-instanties en de overheid. Mirjam Hunze ondernam juridische stappen tegen betrokkenen in Chili. Er wordt opgeroepen tot een onafhankelijk onderzoek naar de Nederlandse betrokkenheid bij adopties uit Chili.

## Afleveringen
De podcast bestaat uit zes afleveringen, uitgezonden in juni en juli 2023. Elke aflevering behandelt een ander aspect van het adoptieschandaal.